# Four Corners, Wyoming
Four Corners är en mindre ort i Weston County i östra delen av den amerikanska delstaten Wyoming.

## Geografi
Orten ligger i de västra utkanterna av Black Hills, bara några kilometer från delstatsgränsen mot South Dakota i öster.
De närmaste städerna är Newcastle, Wyoming omkring 25 kilometer söderut, Sundance, Wyoming omkring 45 kilometer norrut, och Lead, South Dakota omkring 55 kilometer åt nordost.

## Historia
Four Courners grundades på 1870-talet som en diligensstation på diligensrutten mellan Union Pacifics järnvägsstation i Cheyenne, Wyoming och guldfälten i Deadwood, South Dakota. Idag är ortens huvudsakliga näring turism, med flera turistboenden och en mindre butik.

## Kommunikationer
U.S. Route 85 passerar genom orten i nord-sydlig riktning och förenas här med delstatsväg 585 åt nordväst mot Sundance.